# Jay Batzner
Jay Batzner (* 6. April 1974) ist ein US-amerikanischer Komponist und Musikpädagoge.
Batzner studierte Musiktheorie und Komposition an der University of Louisville und der University of Kansas und erwarb einen Doktorgrad an der University of Missouri – Kansas City. Er unterrichtete an der University of Central Florida, am Kansas City Kansas Community College, Metropolitan Community Colleges (Kansas City area), und der Indiana University und gibt Kurse in Musiktechnologie, Komposition elektronischer Musik und Musiktheorie an der Central Michigan University.
Neben instrumentaler Kammermusik steht die elektroakustische Musik im Zentrum von Batzners kompositorischem Schaffen. Er erhielt Preise und Auszeichnungen des Institut international de musique électroacoustique de Bourges (2008), beim Areon Flutes International Composition Competition (2009), dem VI. Concurso Internacional de Miniaturas Electroacusticas (2008), dem London International Film Festival (2008) und dem UK Percussion Ensemble Composition Contest (2007). In Zusammenarbeit mit Carla Poindexter entstand das Video Carnival Daring-Do, das bei mehreren Multimedia-Festivals aufgeführt wurde.

## Werke
- Toccata für Klavier, 1994
- Inventions für Flöte und Klarinette, 1995
- Sonatina für Klarinette und Klavier, 1997
- Pioneer X für Trompete, 2003
- Deconstructionist Preludes für Klavier, 2003
- Concerto for Timpani, 2003
- Quartet 10 für Streichquartett, 2003
- H.B.M.D. für Horn, Posaune und Streicher, 2004
- Ashamed/Unabashed für zwei Klaviere und Kammerorchester, 2004
- Near Burning, digitale Audiodatei, 2005
- Quills and Jacks of Outrageous Fortune, digitale Audiodatei, 2005
- Miniatures für Klavier und Tonband, 2006
- Throb für Marimba-Duo, 2006
- Illuminations für Bläserensemble, 2006
- unHandel für Orgel, 2007
- [untitled] für sechs Spieler, 2007
- Carnival Daring-Do, Video, 2007
- Blue Jaunte, digitale Audiodatei, 2007
- Bad Villager, digitale Audiodatei, 2007
- Songs my Radio Taught Me für Marimba, 2008
- Mercurial für Flöte und Tonband, 2008
- Slumber Music für Cello und Klavier, 2008
- Passacaglia Variations für Celloduett, 2008
- March für Bläseroktett, 2008
- Goodnight, Nobody für Flöte, Vibraphon, Violine und Cello, 2008
- Shiny, digitale Audiodatei, 2008
- Almost Shiny, digitale Audiodatei, 2008
- Mancala Variations, digitale Audiodatei, 2008
- Those Rejection Letters are Piling Up Again, digitale Audiodatei, 2008
- Voiseynvention für Klavier, 2009
- Sonatina Natalina für Klavier, 2009
- Calling für Tenorsaxophon und Tonband, 2009
- Not Cool für zwei Tenorsaxophone und Tonband, 2009
- Elementals für Tuba, Euphonium und Tonband, 2009
- Oblique Variations für Flöte und Cello, 2009
- Cursed Motives für offene Instrumentation, 2009
- Falcon für Tonband, 2009
- Secrets and Waffles für Mezzosopran, Bariton, Streichquartett und Klavier, 2009
- false für Perkussionsquartett, 2010
- Sonatiny für Horn, 2010
- All My Dreams are Silent für Flöten und Tonband, 2010
- Oblique Extensions für Flöte, Cello und Tonband, 2010
- ALEX Modes für Klavier, 2011
- Number Station für akustische Gitarre, 2011
- Twitch für Violine, 2011
- .000001% für Harfe, 2011
- No Disintergrations für Saxophon und Elektronik, 2011
- Real Me für Altflöte und Marimba, 2011
- No. für Violine und Cello, 2011
- Zymurgic Landscape für Tonband, 2011

## Weblink
- Jay Batzners Homepage